# Drillbit Taylor - Bodyguard in saldo
Drillbit Taylor - Bodyguard in saldo (Drillbit Taylor) è un film del 2008 diretto da Steven Brill con protagonista Owen Wilson.
Il film è stato distribuito in Italia direttamente per il mercato home video.

## Trama
Gli amici Ryan Anderson e Wade Drennan stanno per iniziare la scuola con grandi aspettative ma nel giro di poco tempo rimangono vittime di atti di bullismo da parte di Terry Filkins e Ronny Lampanelli, dopo aver cercato di salvare l'amico Emmit da loro. I tre amici, esasperati, decidono di mettere un annuncio su internet per noleggiare una guardia del corpo: la scelta cade su Drillbit Taylor, visto che gli altri che avevano risposto all'annuncio pretendevano delle paghe troppo elevate. Taylor si presenta come un veterano di guerra, quando in realtà è un barbone che vive nei pressi della spiaggia sopravvivendo di espedienti.
Il bodyguard cerca di difendere i suoi giovani assistiti con scarsi risultati, decidendo infine di infiltrarsi nella scuola come insegnante; le cose si complicano quando incontra la bella insegnante Lisa Zachey, di cui si innamora. Rimanendo come infiltrato nella scuola riesce a difendere per un po' di tempo i tre ragazzi, infliggendo ai due bulli punizioni continue in palestra e in classe. Un giorno però, Ronnie scopre che Drillbit è un barbone e così i due bulli lo colpiscono a scuola mentre cerca di difendere i suoi clienti.
Le cose si complicano quando gli amici di Drillbit, anch'essi barboni, svaligiano la casa di Wade; Drillbit è così costretto a raccontare la verità ai tre ragazzi, di essere un disertore dell'esercito, alla quale non piace confrontarsi con gli altri; così fuggì quando venne mandato a combattere in Medio Oriente. I tre ragazzi lo licenziano e Drillbit è costretto a fuggire nel suo rifugio nel bosco, dove decide di riscattarsi rivelando la verità alla signorina Zachey e andando a riprendere i mobili e l'argenteria rubati dalla casa di Wade.
Intanto, a scuola, Wade si stanca di Filkins, che riesce sempre a cavarsela anche con il preside ed i genitori: lo sfida ad un duello da tenersi durante la festa per i 18 anni di Filkins. Per prepararsi al duello, Wade e Ryan (scaricati da Emmit, che non voleva lottare con Filkins), mangiano barrette energetiche, giocano ai videogiochi, guardano film d'azione e provano a darsi dei pugni per imparare a riceverli, con risultati terribili. Prima di andare al patibolo, i due scrivono una lettera ai loro genitori in cui li avvertono che probabilmente sarebbero morti; grazie ad una di queste lettere Drillbit scopre che i due sono andati da Filkins e decide di raggiungerli.
Alla festa i due ragazzi sembrano avere inizialmente la meglio su Filkins, mettendolo a terra. Lui però si rialza ed inizia a picchiarli lanciandoli i mobili di casa sua. Sopraggiunge Ronnie, e i due si sentono ormai spacciati, quando però arriva improvvisamente Emmit, che salta addosso a Filkins riuscendo ad atterrarlo e a fargli male tirandogli indietro la gamba. Ronnie però riesce a salvare Filkins dando un pugno in faccia ad Emmit. I cinque ragazzi continuano a combattere e sembra che per Wade, Ryan ed Emmit sia la fine, quando arriva Drillbit che, scoperto che Filkins è ora maggiorenne, lo picchia a sangue freddo, mettendolo K.O.
I tre sembra che abbiano vinto ma, improvvisamente, Filkins ritorna con una spada da samurai, che lancia contro i tre ragazzi; Drillbit riesce a bloccarla in volo, apparentemente illeso, fino a quando non gli cade il mignolo, che viene schiacciato da un'auto della Polizia, arrivata per arrestare Filkins. Drillbit verrà messo quindi in carcere per due settimane, essendo un disertore, mentre Filkins viene mandato dai suoi genitori ad Hong Kong. La scuola può finalmente essere quella che i tre ragazzi volevano fin dall'inizio e Drillbit realizza il suo sogno d'amore con la signorina Zachey, rimasta innamorata di lui.

## Citazioni e riferimenti
- Wade nomina il film 8 Mile quando Ryan vuole rappare con Filkins.
- Durante l'addestramento di Wade e Ryan alla televisione si vede una scena di Fight Club.
- Drillbit Taylor cita la famosa frase "Ho visto cose che voi umani..." dal film cult Blade Runner.
- Drillbit riporta l'omonima frase "Tu non puoi reggere la verità..." del film Codice d'onore.